# Калинівська сільська рада (Яворівський район)
Калинівська сільська рада — колишній орган місцевого самоврядування у Яворівському районі Львівської області. Адміністративний центр — село Калинівка.

## Загальні відомості
Водоймища на території, підпорядкованій даній раді: річка Щан.

## Історія
Сільська рада утворена в 1946 році як Поруднянська сільська рада. 1960 року перейменована у Калинівську сільську раду у зв'язку з перейменування села Порудно. У 1994 році повторно створена як Калинівська сільська рада.

## Населені пункти
Сільській раді були підпорядковані населені пункти:
- с. Калинівка
- с. Поруденко
- с. Шутова

## Склад ради
Рада складалася з 18 депутатів та голови.

### Керівний склад попередніх скликань
| ПІБ                      | Основні відомості                                                 | Дата обрання | Дата звільнення |
| ------------------------ | ----------------------------------------------------------------- | ------------ | --------------- |
| Козак Наталія Василівна  | Сільський голова, 1971 року народження, позапартійна              | 26.03.2006   | 31.10.2010      |
| Митка Володимир Іванович | Сільський голова, 1968 року народження, освіта вища, безпартійний | 31.10.2010   |                 |

Примітка: таблиця складена за даними джерела